# 成田市消防本部
成田市消防本部（なりたししょうぼうほんぶ）は、千葉県成田市の消防部局（消防本部）。管轄区域は成田市及び香取郡神崎町の全域。神崎町は成田市に常備消防事務を委託している。

## 概要
- 消防本部：成田市花崎町760 ※成田市役所との合同庁舎
- 管内面積：233.69km2
- 職員定数：250人
- 消防署4カ所、分署4カ所
- 主力機械（2019年4月1日現在）
  - 普通消防ポンプ自動車：5
  - 水槽付消防ポンプ自動車：9
  - はしご付消防自動車：1
  - 屈折はしご付消防自動車：1
  - 化学消防自動車：2
    - 航空機災害用化学消防自動車：1（再掲）

  - 救急自動車：9
  - 指揮車：6
  - 救助工作車：2[1]
  - 支援車：1
  - 資機材搬送車：1
  - 広報車：6

【主力機械に関する参考文献：平成29年度版消防年報（成田市消防本部）及び消防委員会議事録】

## 沿革
- 1965年
  - 4月1日　成田市消防本部・成田市消防署を設置する。
  - 6月　消防庁舎が落成する。
  - 10月　救急業務を開始する。
- 1969年
  - 1月　化学消防自動車を配備する。
  - 4月　成田市消防音楽隊が発足する。
- 1971年6月　三里塚分署を開設し、消防・救急業務を開始する。
- 1972年1月　15メートル級屈折はしご付消防自動車を配備する。
- 1973年
  - 3月　32メートル級はしご付消防自動車を配備する。
  - 10月　赤坂分署を開設し、消防・救急業務を開始する。消防本部に課制を導入する。
- 1975年2月　救助工作車を配備する。
- 1981年2月　照明電源車を配備する。
- 1983年6月23日　飯岡分遣所を開設し、消防・救急業務を開始する。
- 1988年11月　市役所新庁舎完成に伴い、消防本部・消防署が現在地に移転する。
- 1991年4月　三里塚分署が三里塚消防署に、赤坂分署が赤坂消防署に昇格し、3署制となる。成田市消防署を成田消防署に改称する。飯岡分遣所が飯岡分署に昇格する。
- 1994年4月1日　三里塚消防署空港分署が新東京国際空港（現・成田国際空港）内に開設され、救急業務（到着した航空機・空港内での急病人・怪我人の搬送）を開始する。これまで三里塚消防署から出動した救急車が空港に到着するまで10-15分かかっていたところ、5分以内に短縮される[2]。同月、高規格救急自動車の運用を開始する。
- 2006年3月27日　香取郡下総町及び大栄町との合併により、2町の消防事務を佐原市外5町消防組合消防本部から成田市消防本部に移管する。
  - 佐原市外5町消防組合消防署大栄分遣所（1970年開設）を大栄消防署に、同消防組合消防署西分遣所（1970年開設）を下総分署とし、4署体制となる。
- 2006年3月27日　神崎町の消防事務を受託する。
- 2009年4月1日　公津分署を開設し、消防・救急業務を開始する。
- 2011年4月1日　成田市を含む20団体による千葉市ほか10市1町8一部事務組合消防指令事務協議会を設立する。
- 2013年4月1日　ちば消防共同指令センターによる通信指令業務の共同運用を開始する。
- 2019年3月18日　高度救助隊が発足[3]。

【参考文献：平成29年度版消防年報（成田市消防本部）及び成田市消防本部ホームページ】

## 組織
- 本部 - 消防総務課、予防課、警防課、指揮指令課
- 消防署 - 分署

### 消防署
|              | 住所       | 分署             |
| ------------ | ---------- | ---------------- |
| 成田消防署   | 花崎町760  | 飯岡：飯岡107-3  |
| 赤坂消防署   | 赤坂3-3    | 公津：江弁須98-1 |
| 三里塚消防署 | 三里塚2    | 空港：木の根19   |
| 大栄消防署   | 津富浦1230 | 下総：名木1055-1 |

## 不祥事
- 2012年11月、観光ビザで短期滞在中の台湾人の女を別の台湾人の女と共同経営するスナックで働かせていたとして、入管難民法違反(不法就労助長)の疑いで、赤坂消防署の消防司令が逮捕された[4]。
- 2014年12月に印西市内のコンビニ店駐車場に止めた車内で下半身を露出したとして大栄消防署下総分署の男性消防副士長(31歳)が公然わいせつの疑いで逮捕された。その後、略式命令で罰金刑が確定し、停職3か月の懲戒処分となった[5]。
- 2016年6月、三里塚消防署の消防士(19歳)が深夜に酒気を帯びた状態で乗用車を運転し、自転車で走っていた男性を追い越しざまにはねて右手などに軽傷を負わせたとして、道路交通法違反(酒気帯び運転)と自動車運転処罰法違反(過失運転傷害)容疑で逮捕され、懲戒免職処分となった。また、監督責任が問われた、上司の部長級職員2人と課長級1人が口頭による厳重注意となった[6]。
- 三里塚消防署の男性消防主事（21歳）が、2018年10月末～11月10日の間、同消防署で、同僚職員3人から4回にわたり計3万9千円を盗んだ。男性消防主事が申し出て発覚した。消防本部が関係者から事情を聞き、事実関係を確認。消防本部は11月29日、男性消防主事を停職（6ヵ月）の懲戒処分とした。男性消防主事は同日付で依願退職。また管理監督責任を問い、消防長と同消防署長には、注意処分とした[7][8]。
- 2020年3月、仮想通貨の運用で高い利益が得られることをうたった投資に、多くの消防職員を勧誘し、勤務時間中にも投資関連の連絡をして地方公務員法などに違反したとして、男性消防職員が処分された。市では懲戒に満たない処分であることを理由に、事案や具体的な処分内容を公表していなかった[9]。
- 2022年2月、心肺停止状態の70歳代女性を救急車で搬送した際、救急車内の自動体外式除細動器(AED)のバッテリーが切れて作動しなかった。女性は搬送先の病院で死亡が確認された。AEDを含む資機材は午前中に点検するとの規定があるが、この日は点検前に出動があり、未点検だった。救急隊員は、予備のバッテリーに交換するなどの措置も取らなかったという。消防本部は5月、担当した隊員ら9人に訓告、厳重注意、注意のいずれかの処分を下した[10]。